# مولا واغي
مويا واغي (بالفرنسية: Molla Wagué)‏ وهو لاعب كرة قدم مالي في مركز قلب الدفاع ولد في يوم 21 فبراير 1991 في بلدة فيرنون في فرنسا وهو يلعب حالياً مع نادي أودينيزي وسبق له اللعب مع نادي غرناطة ونادي كاين ونادي روين ولعب مع منتخب مالي لكرة القدم ويبلغ طوله 191 سم.

## روابط خارجية
- مولا واغي على موقع الاتحاد الأوربي (الإنجليزية)
- مولا واغي على موقع رابطة كرة القدم الفرنسية للمحترفين (الإنجليزية)
- مولا واغي على موقع قاعدة بيانات كرة القدم.إي يو (الإنجليزية)
- مولا واغي على موقع ليكيب (الفرنسية)
- مولا واغي على موقع ناشيونال فوتبول تيمز (الإنجليزية)
- مولا واغي على موقع Soccerbase.com (لاعب) (الإنجليزية)
- مولا واغي على موقع Soccerway.com (الإنجليزية)
- مولا واغي على موقع عالم كرة القدم.نت (الإنجليزية)
- مولا واغي على موقع AS.com (الإسبانية)